# Amt Paulinzella
Das Amt Paulinzella war ein Gerichts- und Verwaltungsbezirk in der Schwarzburg-Rudolstädter Oberherrschaft mit Sitz in Paulinzella.

## Geschichte
Die Grafen von Schwarzburg übten die Vogtei über die 1106 gegründete Benediktinerabtei Paulinzella aus. Nach der Säkularisation der Abtei 1543 wurde diese in das landesherrliche Amt Paulinzella umgewandelt. Es handelte sich um ein wettinisches Lehen (ernestinische Linie). 1657 wurde Sachsen-Gotha Lehnsherr. Die Lehnsbeziehung wurde 1823 abgelöst.
1543 war das Amt im Besitz von Schwarzburg-Blankenburg und ab 1574 von Schwarzburg-Rudolstadt.

## Umfang
Das Gericht umfasste die Orte:
- Ellichleben (1848 an Amt Stadtilm)
- Gösselborn
- Hengelbach
- Horba
- Milbitz
- Oberrottenbach
- Paulinzella
- Singen

## Aufgaben
Das Amt Paulinzella war zunächst Gericht erster Instanz und gleichzeitig untere Verwaltungsbehörde. Eine Trennung der Rechtsprechung von der Verwaltung war nicht gegeben.
Die Märzrevolution führte auch in Schwarzburg-Rudolstadt zur Forderung nach Abschaffung der Patrimonialgerichte und zur Trennung von Rechtsprechung und Verwaltung.
Am 1. Juli 1850 traten die Organisationsgesetze in Kraft, die das Gerichtswesen grundsätzlich änderten. Rechtsgrundlage war das Gesetz wegen künftiger Einrichtung der Rechtspflege vom 1. Mai 1850 und das Gesetz über die Zuständigkeit der Gerichte und über den Instanzenzug in bürgerlichen Rechtsstreitigkeiten. Damit waren die Patrimonialgerichte abgeschafft und Verwaltung und Rechtsprechung getrennt worden.
Das Amt wurde im Rahmen dieser Neuorganisation aufgelöst und sein Gebiet in Bezug auf die Rechtsprechung dem Amt Stadtilm und in Bezug auf die Verwaltung dem Landratsamt Rudolstadt zugeordnet.